# واهان شاهگیلدیان
واهان واهانی شاهگیلدیان (ارمنی: Վահան Վահանի Շահգիլդյան؛  زادهٔ ۲۸ فوریهٔ ۱۹۳۵ - درگذشته ۳ آوریل ۲۰۱۲) دانشمند، مهندس اهل ارمنی‌های روسیه بود.

## زندگی‌نامه
وی در ۲۸ فوریهٔ ۱۹۳۵ در یکاترینبورگ به دنیا آمد و از دانشگاه ارتباطات فنی و انفورماتیک مسکو (۱۹۵۷) فارغ‌التحصیل گشت. وی عضو مکاتبه‌ای آکادمی علوم روسیه (۲۰۰۶) و عضو خارجی فرهنگستان ملی علوم ارمنستان (۲۰۰۵) بود وی همچنین برندهٔ جوایزی همچون نشان پرچم سرخ کار، جایزه دولتی اتحاد شوروی (۱۹۸۶)، نشان دوستی (۱۹۹۵)، نشان افتخار فدراسیون روسیه (۲۰۰۲)، جایزه دولتی فدراسیون روسیه شده است. وی در ۳ آوریل ۲۰۱۲ در سن ۷۷ سالگی در مسکو درگذشت و در گورستان ویدنسکیه به خاک سپرده شد.

## یادداشت
1. ↑  Վվեդենսկոե գերեզմանատուն
2. ↑  տեխնիկական գիտությունների դոկտոր
3. ↑  Մոսկվայի տեխնիկական կապի և ինֆորմատիկայի համալսարան